# Patarrá
Patarrá - dystrykt w Kostaryce; 25 tys. Mieszkańców (2006). Przemysł spożywczy, włókienniczy. Dzieli się na 10 barrios:
- Aguacate
- Balneario
- Don Bosco
- Guatuzo
- Guízarro
- Jerusalem
- Letras
- Los Guido
- Mesas
- Quebrada Honda